# Souimanga écarlate
Aethopyga mystacalis
Espèce
Statut de conservation UICN

 LC  : Préoccupation mineure
Le Souimanga écarlate (Aethopyga mystacalis) est une espèce de passereaux de la famille des Nectariniidae. L'espèce est endémique de l'île de Java en Indonésie.

## Systématique
Le nom valide complet (avec auteur) de ce taxon est Aethopyga mystacalis (Temminck, 1822).
L'espèce a été initialement classée dans le genre Nectarinia sous le protonyme Nectarinia mystacalis Temminck, 1822.
Ce taxon porte en français le nom vernaculaire ou normalisé suivant : Souimanga écarlate.
Aethopyga mystacalis a pour synonyme :
- Nectarinia mystacalis Temminck, 1822